# Grundtjärnen (Bjurholms socken, Ångermanland)
Grundtjärnen är en sjö i Bjurholms kommun i Ångermanland och ingår i Lögdeälvens huvudavrinningsområde. Sjön har en area på 0,156 kvadratkilometer och ligger 326 meter över havet. Sjön avvattnas av vattendraget Grundtjärnbäcken. Vid provfiske har röding och öring fångats i sjön.

## Delavrinningsområde
Grundtjärnen ingår i det delavrinningsområde (709369-164530) som SMHI kallar för Utloppet av Grundtjärnen. Medelhöjden är 344 meter över havet och ytan är 1,13 kvadratkilometer. Det finns inga avrinningsområden uppströms utan avrinningsområdet är högsta punkten. Grundtjärnbäcken som avvattnar avrinningsområdet har biflödesordning 3, vilket innebär att vattnet flödar genom totalt 3 vattendrag innan det når havet efter 76 kilometer. Avrinningsområdet består mestadels av skog (81 procent). Avrinningsområdet har 0,15 kvadratkilometer vattenytor vilket ger det en sjöprocent på 13,5 procent.